# Віллов-Крік № 26 (муніципальний район)
Віллов-Крік № 26 (англ. Willow Creek No. 26) — муніципальний район в Канаді, у провінції Альберта.

## Населення
За даними перепису 2016 року, муніципальний район нараховував 5179 жителів, показавши зростання на 1,4%, порівняно з 2011-м роком. Середня густина населення становила 1,1 осіб/км².
З офіційних мов обидвома одночасно володіли 85 жителів, тільки англійською — 5 045, а 50 — жодною з них. Усього 1,090 осіб вважали рідною мовою не одну з офіційних, з них 5 — одну з корінних мов.
Працездатне населення становило 74,5% усього населення, рівень безробіття — 3,6% (4,1% серед чоловіків та 2,9% серед жінок). 61% були найманими працівниками, 39% — самозайнятими.
Середній дохід на особу становив $51 391 (медіана $36 288), при цьому для чоловіків — $63 811, а для жінок $38 223 (медіани — $43 469 та $30 037 відповідно).
31,6% мешканців мали закінчену шкільну освіту, не мали закінченої шкільної освіти — 17,3%, 51,1% мали післяшкільну освіту, з яких 26,4% мали диплом бакалавра, або вищий, 15 осіб мали вчений ступінь.
| Статево-вікова структура населення | Статево-вікова структура населення | Статево-вікова структура населення | Статево-вікова структура населення | Статево-вікова структура населення |
| ---------------------------------- | ---------------------------------- | ---------------------------------- | ---------------------------------- | ---------------------------------- |
|                                    |                                    |                                    |                                    |                                    |
| Всього                             | Всього                             | 51,3%48,7%                         |                                    |                                    |
| 0 — 14 років                       | 0 — 14 років                       |                                    | 21,3%                              | 21,3%                              |
| 15 — 64 років                      | 15 — 64 років                      |                                    | 62,3%                              | 62,3%                              |
| 65 і більше                        | 65 і більше                        |                                    | 16,4%                              | 16,4%                              |
| 85 і більше                        | 85 і більше                        |                                    | 1,3%                               | 1,3%                               |
| Середній вік (років)               | Середній вік (років)               | 40,139,5                           | 39,8                               | 39,8                               |
| Медіана (років)                    | Медіана (років)                    | 40,841,2                           | 41,1                               | 41,1                               |
| — чоловіки — жінки                 |                                    |                                    |                                    |                                    |

| Походження мешканців:     | Походження мешканців:     | Походження мешканців: | Походження мешканців: | Походження мешканців: |
| ------------------------- | ------------------------- | --------------------- | --------------------- | --------------------- |
| Походження                |                           |                       | осіб                  | %                     |
| Корінні американці        | Корінні американці        |                       | 130                   | 2.95%                 |
| Інше північноамериканське | Інше північноамериканське |                       | 1 050                 | 23.86%                |
| Європейське               | Європейське               |                       | 3 820                 | 86.82%                |
| британське                | британське                |                       | 2 200                 | 50%                   |
| французьке                | французьке                |                       | 280                   | 6.36%                 |
| українське                | українське                |                       | 210                   | 4.77%                 |
| Латинськоамериканське     | Латинськоамериканське     |                       | 90                    | 2.05%                 |
| Азійське                  | Азійське                  |                       | 15                    | 0.34%                 |
| Океанійське               | Океанійське               |                       | 10                    | 0.23%                 |

| Зайнятість населення за галузями (за класифікацією NOC): | Зайнятість населення за галузями (за класифікацією NOC): | Зайнятість населення за галузями (за класифікацією NOC): | Зайнятість населення за галузями (за класифікацією NOC): | Зайнятість населення за галузями (за класифікацією NOC): |
| -------------------------------------------------------- | -------------------------------------------------------- | -------------------------------------------------------- | -------------------------------------------------------- | -------------------------------------------------------- |
|                                                          |                                                          |                                                          |                                                          |                                                          |
| Управління                                               | Управління                                               |                                                          | 29,8%                                                    | 29,8%                                                    |
| Бізнес, фінанси та адміністрування                       | Бізнес, фінанси та адміністрування                       |                                                          | 9,8%                                                     | 9,8%                                                     |
| Природничі та прикладні науки                            | Природничі та прикладні науки                            |                                                          | 1,1%                                                     | 1,1%                                                     |
| Охорона здоров'я                                         | Охорона здоров'я                                         |                                                          | 6%                                                       | 6%                                                       |
| Освіта, правозахист, муніципальні та урядові служби      | Освіта, правозахист, муніципальні та урядові служби      |                                                          | 4,7%                                                     | 4,7%                                                     |
| Мистецтво, культура, відпочинок та спорт                 | Мистецтво, культура, відпочинок та спорт                 |                                                          | 2,1%                                                     | 2,1%                                                     |
| Роздрібна торгівля та послуги                            | Роздрібна торгівля та послуги                            |                                                          | 11,9%                                                    | 11,9%                                                    |
| Гуртова торгівля, транспорт та обладнання                | Гуртова торгівля, транспорт та обладнання                |                                                          | 16,8%                                                    | 16,8%                                                    |
| Природні ресурси, сільське господарство                  | Природні ресурси, сільське господарство                  |                                                          | 15,3%                                                    | 15,3%                                                    |
| Виробництво                                              | Виробництво                                              |                                                          | 2,4%                                                     | 2,4%                                                     |

## Населені пункти
До складу муніципального району входять містечка Клейрсгольм, Форт-Маклауд, Ґрейнум, Стевлі, Нантон, а також хутори, інші малі населені пункти та розосереджені поселення.

## Клімат
Середня річна температура становить 4,9°C, середня максимальна – 22,3°C, а середня мінімальна – -15,2°C. Середня річна кількість опадів – 438 мм.
| Клімат поселення                              | Клімат поселення | Клімат поселення | Клімат поселення | Клімат поселення | Клімат поселення | Клімат поселення | Клімат поселення | Клімат поселення | Клімат поселення | Клімат поселення | Клімат поселення | Клімат поселення | Клімат поселення |
| Показник                                      | Січ.             | Лют.             | Бер.             | Квіт.            | Трав.            | Черв.            | Лип.             | Серп.            | Вер.             | Жовт.            | Лист.            | Груд.            |                  |
| Середній максимум, °C                         | −1,38            | 1,77             | 6,10             | 11,92            | 17,59            | 21,58            | 22,32            | 22,30            | 17,27            | 11,93            | 3,84             | −0,85            |                  |
| Середня температура, °C                       | −8,29            | −5,14            | −0,8             | 5,02             | 10,68            | 14,66            | 16,66            | 16,62            | 11,59            | 6,25             | −1,83            | −6,52            |                  |
| Середній мінімум, °C                          | −15,2            | −12,05           | −7,71            | −1,89            | 3,80             | 7,75             | 10,99            | 10,97            | 5,93             | 0,58             | −7,48            | −12,17           |                  |
| Норма опадів, мм                              | 15               | 16               | 28               | 30               | 62               | 91               | 50               | 47               | 45               | 19               | 20               | 15               |                  |
| Середньомісячна швидкість вітру, м/с          | 4.30             | 3.90             | 4.30             | 4.30             | 4.18             | 3.90             | 3.50             | 3.30             | 3.61             | 4.10             | 4.32             | 4.20             |                  |
| Середньомісячна сонячна радіація, кДж/м²·день | 4232             | 7660             | 12848            | 17159            | 20702            | 21946            | 23526            | 20152            | 14338            | 8599             | 4503             | 3295             |                  |
| --------------------------------------------- | ---------------- | ---------------- | ---------------- | ---------------- | ---------------- | ---------------- | ---------------- | ---------------- | ---------------- | ---------------- | ---------------- | ---------------- | ---------------- |
| Джерело:                                      |                  |                  |                  |                  |                  |                  |                  |                  |                  |                  |                  |                  |                  |